# Zwarte grafkorst
Zwarte grafkorst (Placynthium nigrum) is een korstmos behorend tot de familie Placynthiaceae. Het komt voor op steen en leeft in symbiose met de alg scytonemoid. Het komt met name voor op op liggende kalkstenen zerken.

## Determinatie
Het korstmos heeft een opvallend blauwe prothallus. Vrijwel altijd zijn er apotheciën aanwezig.

## Syntaxonomie
In de syntaxonomie staat zwarte grafkorst te boek als kensoort voor de dambordjes-associatie.

## Verspreiding
In Nederland is zwarte grafkorst vrij zeldzaam. Het staat op de Nederlandse Rode Lijst in de categorie 'kwetsbaar'.